# Dhaura Tanda
Dhaaura Tanda es un pueblo y nagar Panchayat situado en el distrito de Bareilly en el estado de Uttar Pradesh (India). Su población es de 23727 habitantes (2011). 

## Demografía
Según el  censo de 2011 la población de Dhaura Tanda era de 23727 habitantes, de los cuales 12359 eran hombres y 11368 eran mujeres. Dhaura Tanda tiene una tasa media de alfabetización del 56,53%, inferior a la media estatal del 67,68%: la alfabetización masculina es del 64,09%, y la alfabetización femenina del 48,24%.